# Tempo (singel Margaret)
Tempo – singel polskiej piosenkarki Margaret, wydany 9 lutego 2019 nakładem wytwórni Powerhouse. Piosenkę napisali Anderz Wrethov, Jimmy Jansson, Laurell Barker, Sebastian von Koenigsegg.
Kompozycja została zakwalifikowana do stawki konkursowej Melodifestivalen 2019. 9 marca została premierowo zaprezentowana w drugim półfinale festiwalu i nie awansowała do finału konkursu.
Nagranie znalazło się na 7. miejscu listy AirPlay, najczęściej odtwarzanych utworów w polskich rozgłośniach radiowych, a także na 43. pozycji oficjalnej szwedzkiej liście sprzedaży.

## Lista utworów
Digital download
1. „Tempo” – 2:48

## Notowania

### Pozycje na listach sprzedaży
| Kraj    | Lista (2019)    | Najwyższa pozycja |
| ------- | --------------- | ----------------- |
| Szwecja | Singles Top 100 | 43                |

### Pozycje na listach airplay
| Kraj   | Lista (2019)  | Najwyższa pozycja |
| ------ | ------------- | ----------------- |
| Polska | AirPlay – Top | 7                 |